# اندیس کوه چشمه زر اب
کوه چشمه زر اب یک اندیس فلزی است که در حوالی شهر مه چنگی استان خراسان قرار دارد و مادهٔ معدنی موجود در آن، پلی متال است.  